# Atletica leggera ai XIX Giochi panamericani
L'atletica leggera ai XIX Giochi panamericani si è svolta allo Stadio Nazionale del Cile di Santiago del Cile, in Cile. Le gare di maratona e di marcia sono iniziate invece dal Parco O'Higgins e si sono svolte per le strade della capitale cilena. In questa edizione è stata eliminata la prova dei 50 km di marcia e aggiunta la competizione di marcia a squadre mista.

## Qualificazioni
Un totale di 778 atleti si qualificheranno per competere ai Giochi. Ogni nazione può iscrivere un massimo di due atleti in ogni evento individuale (a condizione che la seconda persona sia il campione in carica dell'area 2022) e una squadra per le staffette. Ogni evento prevede un numero massimo e minimo di concorrenti. Al Cile, in quanto paese ospitante, viene concesso automaticamente un posto per atleta per evento, nel caso in cui nessuno si sia qualificato entro i termini previsti. 
Il vincitore di ogni singolo evento (più le prime due squadre di staffetta) di quattro tornei di qualificazione regionali, si qualifica automaticamente con lo standard (anche se non soddisfatto). Se la quota minima di atleti di un evento non viene raggiunta, verranno invitati altri atleti fino al raggiungimento del numero massimo per evento in base al ranking panamericano.
Per le staffette, ogni paese può iscrivere due concorrenti per la sola staffetta per partecipare. Gli altri componenti di ciascuna staffetta dovranno essere iscritti ad una gara individuale. 
Gli standard di qualificazione devono essere soddisfatti tra il 1 gennaio 2022 e il 18 settembre 2023.

## Risultati
| Legenda: | Record mondiale | Record del mondo |  | Record dei Giochi panamericani | Record nazionale | Record nazionale | Record panamericano | Record americano | Record sudamericano | Record sudamericano | Miglior prestazione personale | Record personale | Miglior prestazione personale stagionale | Personale stagionale |

### Uomini
| Evento                 | Oro                                                                   | Prest.   | Argento                                                            | Prest.   | Bronzo                                                                         | Prest.   |
| Corse piane            |                                                                       |          |                                                                    |          |                                                                                |          |
| 100 metri              | José Arnaldo González                                                 | 10"30    | Felipe Bardi                                                       | 10"31    | Emanuel Archibald                                                              | 10"31    |
| 200 metri              | Renan Correa                                                          | 20"37    | José Arnaldo González                                              | 20"56    | Nadale Buntin                                                                  | 20"79    |
| 400 metri              | Lucas Conceição                                                       | 45"77    | Luis Avilés                                                        | 45"97    | Martín Kouyoumdjian                                                            | 46"58    |
| 800 metri              | José Antonio Maita                                                    | 1'45"69  | Jesús Tonatiú López                                                | 1'46"04  | Navasky Anderson                                                               | 1'46"40  |
| 1500 metri             | Charles Philibert-Thiboutot                                           | 3'39"74  | Robert Heppenstall                                                 | 3'39"76  | Casey Comber                                                                   | 3'39"90  |
| 5000 metri             | Kasey Knevelbaard                                                     | 14'47"69 | Charles Philibert-Thiboutot                                        | 14'48"02 | Altobeli da Silva                                                              | 14'48"18 |
| 10000 metri            | Isai Rodriguez                                                        | 28'17"84 | Samuel Chelanga                                                    | 29'01"21 | Alberto González                                                               | 29'12"24 |
| Corse ad ostacoli      |                                                                       |          |                                                                    |          |                                                                                |          |
| 110 metri ostacoli     | Eduardo de Deus                                                       | 13"67    | De'Vion Wilson                                                     | 13"78    | Rafael Henrique Campos                                                         | 14"04    |
| 400 metri ostacoli     | Jaheel Hyde                                                           | 49"19    | Matheus Lima                                                       | 49"69    | Yoao Illas                                                                     | 49"74    |
| 3000 metri siepi       | Jean-Simon Desgagnés                                                  | 8'30"14  | Daniel Michalski                                                   | 8'36"47  | Carlos San Martín                                                              | 8'41"59  |
| Staffette              |                                                                       |          |                                                                    |          |                                                                                |          |
| 4x100 metri            | Brasile Rodrigo do Nascimento Felipe Bardi Erik Cardoso Renan Correa  | 38"68    | Cuba Reynaldo Espinosa Edel Amores Yaniel Carrero Shainer Rengifo  | 39"26    | Argentina Tomás Mondino Bautista Diamante Juan Ignacio Ciampitti Franco Florio | 39"48    |
| 4x400 metri            | Brasile Lucas Carvalho Matheus Lima Douglas Hernandes Lucas Conceição | 3'03"92  | Messico Guillermo Campos Luis Avilés Edgar Ramirez Valente Mendoza | 3'04"22  | Rep. Dominicana Ezequiel Suárez Robert King Ferdy Agramonte Yeral Nuñez        | 3'05"98  |
| Concorsi               |                                                                       |          |                                                                    |          |                                                                                |          |
| Salto in alto          | Luis Zayas                                                            | 2,27 m   | Luis Castro                                                        | 2,24 m   | Donald Thomas                                                                  | 2,24 m   |
| Salto in lungo         | Arnovis Dalmero                                                       | 8,08 m   | Alejandro Parada                                                   | 8,01 m   | Maikel Vidal                                                                   | 8,01 m   |
| Salto triplo           | Lázaro Martínez                                                       | 17,19 m  | Almir dos Santos                                                   | 16,92 m  | Cristian Nápoles                                                               | 16,66 m  |
| Salto con l'asta       | Matt Ludwig                                                           | 5,55 m   | Germán Chiaraviglio                                                | 5,50 m   | Jorge Luna                                                                     | 5,40 m   |
| Getto del peso         | Darlan Romani                                                         | 21,36 m  | Uziel Muñoz                                                        | 21,15 m  | Jordan Geist                                                                   | 20,53 m  |
| Lancio del disco       | Lucas Nervi                                                           | 63,39 m  | Mauricio Ortega                                                    | 61,86 m  | Fedrick Dacres                                                                 | 61,25 m  |
| Lancio del martello    | Ethan Katzberg                                                        | 80,96 m  | Daniel Haugh                                                       | 77,82 m  | Rudy Winkler                                                                   | 76,65 m  |
| Lancio del giavellotto | Curtis Thompson                                                       | 79,65 m  | Pedro Henrique Rodrigues                                           | 78,45 m  | Leslain Baird                                                                  | 78,23 m  |
| Prove su strada        |                                                                       |          |                                                                    |          |                                                                                |          |
| Maratona               | Cristhian Pacheco                                                     | 2h11'14" | Hugo Catrileo                                                      | 2h12'07" | Luis Ostos                                                                     | 2h12'34" |
| 20 km marcia           | David Hurtado                                                         | 1h19'20" | Caio Bonfim                                                        | 1h19'24" | Andrés Olivas                                                                  | 1h19'56" |
| Prove multiple         |                                                                       |          |                                                                    |          |                                                                                |          |
| Decathlon              | Santiago Ford                                                         | 7834 p.  | José Ferreira                                                      | 7748 p.  | Ryan Talbot                                                                    | 7742 p.  |

### Donne
| Evento                 | Oro                                                                                  | Prest.   | Argento                                                                          | Prest.   | Bronzo                                                                                          | Prest.   |
| Corse piane            |                                                                                      |          |                                                                                  |          |                                                                                                 |          |
| 100 metri              | Yunisleidy García                                                                    | 11"36    | Jasmine Abrams                                                                   | 11"52    | Michelle-Lee Ahye                                                                               | 11"53    |
| 200 metri              | Marileidy Paulino                                                                    | 22"74    | Yunisleidy García                                                                | 23"33    | Ana Azevedo                                                                                     | 23"52    |
| 400 metri              | Martina Weil                                                                         | 51"48    | Nicole Caicedo                                                                   | 51"76    | Evelis Aguilar                                                                                  | 51"95    |
| 800 metri              | Sahily Diago                                                                         | 2'00"71  | Déborah Rodríguez                                                                | 2'02"88  | Rose Mary Almanza                                                                               | 2'03"68  |
| 1500 metri             | Joselyn Brea                                                                         | 4'11"80  | Daily Cooper                                                                     | 4'11"86  | Emily Mackay                                                                                    | 4'12"02  |
| 5000 metri             | Joselyn Brea                                                                         | 16'04"12 | Taylor Werner                                                                    | 16'06"48 | Julie-Anne Staehli                                                                              | 16'06"75 |
| 10000 metri            | Luz Mery Rojas                                                                       | 33'12"19 | Laura Galván                                                                     | 33'15"85 | Ednah Kurgat                                                                                    | 33'16"61 |
| Corse ad ostacoli      |                                                                                      |          |                                                                                  |          |                                                                                                 |          |
| 100 metri ostacoli     | Andrea Vargas                                                                        | 13"06    | Greisys Roble                                                                    | 13"09    | Alaysha Johnson                                                                                 | 13"19    |
| 400 metri ostacoli     | Gianna Woodruff                                                                      | 56"44    | Ewellyn Santos                                                                   | 57"18    | Daniela Rojas                                                                                   | 57"41    |
| 3000 metri siepi       | Belén Casetta                                                                        | 9'39"47  | Alycia Butterworth                                                               | 8'40"86  | Tatiane da Silva                                                                                | 8'41"85  |
| Staffette              |                                                                                      |          |                                                                                  |          |                                                                                                 |          |
| 4x100 metri            | Cuba Laura Moreira Enis Verdecia Yarima García Yunisleidy García Jocelyn Echazabal * | 43"72    | Cile Anaís Hernández Martina Weil Isidora Jiménez Maria Ignacia Montt            | 44"19    | Rep. Dominicana Liranyi Alonso Marileidy Paulino Martha Méndez Anabel Medina Darianny Jiménez * | 44"32    |
| 4x400 metri            | Cuba Zurian Hechavarría Rose Mary Almanza Sahily Diago Lisneidy Veitía               | 3'33"15  | Rep. Dominicana Mariana Pérez Anabel Medina Franshina Martínez Marileidy Paulino | 3'34"27  | Brasile Anny de Bassi Letícia Nonato Jainy dos Santos Tiffani Marinho                           | 3'34"80  |
| Concorsi               |                                                                                      |          |                                                                                  |          |                                                                                                 |          |
| Salto in alto          | Rachel McCoy                                                                         | 1,87 m   | Jennifer Rodríguez                                                               | 1,84 m   | Marisabel Senyu                                                                                 | 1,81     |
| Salto in lungo         | Natalia Linares                                                                      | 6,66 m   | Eliane Martins                                                                   | 6,49 m   | Tiffany Flynn                                                                                   | 6,40 m   |
| Salto triplo           | Leyanis Pérez                                                                        | 14,75 m  | Liadagmis Povea                                                                  | 14,41 m  | Thea Lafond                                                                                     | 14,25 m  |
| Salto con l'asta       | Bridget Williams                                                                     | 4,60 m   | Robeilys Peinado                                                                 | 4,55 m   | Aslin Quiala                                                                                    | 4,40 m   |
| Getto del peso         | Sarah Mitton                                                                         | 19,19 m  | Rosa Ramírez                                                                     | 17,99 m  | Adelaide Aquilla                                                                                | 17,73 m  |
| Lancio del disco       | Izabela da Silva                                                                     | 59,63 m  | Andressa de Morais                                                               | 59,29 m  | Samantha Hall                                                                                   | 59,14 m  |
| Lancio del martello    | DeAnna Price                                                                         | 72,34 m  | Rosa Rodríguez                                                                   | 71,59 m  | Kaila Butler                                                                                    | 65,10 m  |
| Lancio del giavellotto | Flor Denis Ruiz                                                                      | 60,06    | Rhema Otabor                                                                     | 64,54    | Madelyn Harris                                                                                  | 60,06    |
| Prove su strada        |                                                                                      |          |                                                                                  |          |                                                                                                 |          |
| Maratona               | Citlali Cristian                                                                     | 2h27'12" | Florencia Borelli                                                                | 2h27'29" | Gladys Tejeda                                                                                   | 2h30'39" |
| 20 km marcia           | Kimberly García                                                                      | s/t      | Glenda Morejón                                                                   | s/t      | Evelyn Inga                                                                                     | s/t      |
| Prove multiple         |                                                                                      |          |                                                                                  |          |                                                                                                 |          |
| Eptathlon              | Erin Marsh                                                                           | 5882 p.  | Alysbeth Félix                                                                   | 5665 p.  | Jordan Gray                                                                                     | 5494 p.  |

### Miste
| Evento           | Oro                                                                         | Prest.  | Argento                                                                         | Prest.  | Bronzo                                                                   | Prest.  |
| 4x400 metri      | Rep. Dominicana Ezequiel Suárez Anabel Medina Robert King Marileidy Paulino | 3'16"05 | Brasile Douglas Hernandes Leticia Maria Nonato Lucas Conceição Tiffani Domingos | 3'18"55 | Stati Uniti Demarius Smith Honour Finley Richard Kuykendoll Jada Griffin | 3'19"41 |
| Staffetta marcia | Ecuador Glenda Morejón Brian Pintado                                        | 2h56'49 | Perù Kimberly García César Rodríguez                                            | 3h01'14 | Brasile Viviane Lyra Caio Bonfim                                         | 3h02'14 |

## Medagliere
| #      | Nazione             | Oro | Argento | Bronzo | Totale |
| ------ | ------------------- | --- | ------- | ------ | ------ |
| 1      | Stati Uniti         | 8   | 5       | 12     | 25     |
| 2      | Brasile             | 7   | 10      | 6      | 23     |
| 3      | Cuba                | 7   | 6       | 5      | 18     |
| 4      | Canada              | 4   | 3       | 2      | 9      |
| 5      | Rep. Dominicana     | 3   | 3       | 3      | 9      |
| 6      | Colombia            | 3   | 2       | 2      | 7      |
| 7      | Cile                | 3   | 2       | 1      | 6      |
| 8      | Venezuela           | 3   | 2       | 0      | 5      |
| 9      | Perù                | 3   | 1       | 3      | 7      |
| 10     | Ecuador             | 2   | 2       | 0      | 4      |
| 11     | Messico             | 1   | 5       | 2      | 8      |
| 12     | Argentina           | 1   | 2       | 1      | 4      |
| 13     | Giamaica            | 1   | 0       | 3      | 4      |
| 14     | Costa Rica          | 1   | 0       | 1      | 2      |
| 15     | Panama              | 1   | 0       | 0      | 1      |
| 16     | Porto Rico          | 0   | 2       | 0      | 2      |
| 17     | Guyana              | 0   | 1       | 2      | 3      |
| 18     | Bahamas             | 0   | 1       | 1      | 2      |
| 19     | Uruguay             | 0   | 1       | 0      | 1      |
| 20     | Dominica            | 0   | 0       | 1      | 1      |
| 20     | Atleti Indipendenti | 0   | 0       | 1      | 1      |
| 20     | Saint Kitts e Nevis | 0   | 0       | 1      | 1      |
| 20     | Trinidad e Tobago   | 0   | 0       | 1      | 1      |
| Totale | Totale              | 48  | 48      | 48     | 144    |